# Tatsuki Nara
Tatsuki Nara (japanisch 奈良 竜樹, Nara Tatsuki; * 19. September 1993 in Kitami, Präfektur Hokkaidō) ist ein japanischer Fußballspieler.

## Karriere

### Verein
Tatsuki Nara erlernte das Fußballspielen in der Jugendmannschaft von Hokkaido Consadole Sapporo. Hier unterschrieb er 2012 auch seinen ersten Profivertrag. Der Verein aus Sapporo, einer Stadt von Hokkaidō, der nördlichsten der vier japanischen Hauptinseln, spielte in der höchsten Liga des Landes, der J1 League. Am Ende der Saison 2012 musste er mit dem Club den Weg in die Zweitklassigkeit antreten. Die Saison 2015 wurde er an den Erstligisten FC Tokyo nach Tokio ausgeliehen. Hier kam er jedoch in der J1 League nicht zum Einsatz. 2015 spielte er siebenmal in der J.League U-22 Selection. Diese Mannschaft, die in der dritten Liga, der J3 League, spielte, setzte sich aus den besten Nachwuchsspielern der höherklassigen Vereine zusammen. Das Team wurde mit Blick auf die Olympischen Sommerspiele 2016 in Rio de Janeiro gegründet. Die Auswahl der Spieler erfolgte auf wöchentlicher Basis aus einem Pool, für den jeder Verein förderungswürdige Talente benennen konnte; die Zusammensetzung der Mannschaft variierte daher sehr stark von Spiel zu Spiel. Nach 103 Spielen für Sapporo verließ er den Club und schloss sich 2016 dem Erstligisten Kawasaki Frontale aus Kawasaki an. Im ersten Jahr wurde er mit Frontale Vizemeister und stand im Finale des Emperor’s Cup. Im Finale verlor er mit dem Club 1:2 gegen die Kashima Antlers. Ein Jahr später feierte er mit Kawasaki die japanische Fußballmeisterschaft. Diese konnte er 2018 wiederholen. 2017 erreichte er das Finale des J. League Cup, dass der Verein aber mit 2:0 gegen Cerezo Osaka verlor. 2019 stand er mit Kawasaki wieder im Finale des J. League Cup. Dieses Mal hatte man mehr Glück und man gewann das Finale im Elfmeterschießen gegen Hokkaido Consadole Sapporo. Im gleichen Jahr gewann er mit Frontale den japanischen Supercup. Hier besiegte man den Ligakonkurrenten Urawa Red Diamonds mit 1:0. Für Frontale absolvierte 71 Erstligaspiele. 2020 wechselte er ablösefrei zu den ebenfalls in der ersten Liga Spielenden Kashima Antlers nach Kashima. 2020 stand er sechsmal für die Antlers in der ersten Liga auf dem Spielfeld. Im Februar 2021 wechselte er auf Leihbasis zum Ligakonkurrenten Avispa Fukuoka nach Fukuoka. Für dem Erstligisten bestritt er 24 Ligaspiele. Nach der Ausleihe wurde er im Februar 2022 fest von Avispa unter Vertrag genommen. Am 4. November 2023 stand er mit Avispa im Finale des Ligapokals. Hier besiegte man die Urawa Red Diamonds mit 2:1.

### Nationalmannschaft
Tatsuki Nara spielte für die U19, U21 und U23–Nationalmannschaft.

## Erfolge
Kawasaki Frontale
- Japanischer Meister: 2017,  2018

- Japanischer Vizemeister: 2016

- Japanischer Pokalfinalist: 2016

- Japanischer Ligapokalsieger: 2019
- Japanischer Ligapokalfinalist: 2017

- Japanischer Supercupsieger: 2019

Avispa Fukuoka
- Japanischer Ligapokalsieger: 2023